# Migaloo
Migaloo („weißer Kerl“ in einigen Aborigine-Sprachen) ist ein vollständig weißer Buckelwal (Megaptera novaeangliae), der erstmals am 28. Juni 1991 an der australischen Ostküste in der Nähe von Byron Bay gesichtet wurde. Sein Singen wurde erstmals 1998 aufgezeichnet, was Wissenschaftler davon ausgehen ließ, dass Migaloo ein männlicher Buckelwal ist. Nach einer genetischen Analyse durch Wissenschaftler der Southern Cross University im Jahr 2004 wurde bestätigt, dass Migaloo männlich ist und möglicherweise 1986 geboren wurde. Im Jahr 2022 wurde ein toter weißer Buckelwal an einem Strand in Victoria, Australien angespült und der Verdacht wurde geäußert, dass der Wal Migaloo sei. Nach einer Analyse durch das Victoria Department of Environment, Land, Water and Planning (DEWLP) wurde bestätigt, dass der gestrandete Wal weiblich und somit nicht Migaloo war. Die letzte bekannte Sichtung von Migaloo stammt aus dem Jahr 2020, weshalb einige Leute denken, dass Migaloo bereits gestorben sein könnte. Andererseits sagen Wissenschaftler, dass längere Abwesenheitszeiten nichts Ungewöhnliches sind und aus verschiedenen Gründen auftreten können, wie zum Beispiel Änderungen in den Migrationsrouten.
Migaloo ist wahrscheinlich der bekannteste Buckelwal mit einer eigenen Website, die ihm gewidmet ist, und es gibt viele Nachrichten und Berichte über ihn. Die Beliebtheit führte zu besonderen Deklarationen in Queensland, die Migaloo und andere Wale schützen, die mehr als 90 % weiß gefärbt sind. Eine Nicht-Näherungszone von 500 Metern im Allgemeinen und 610 Metern für Flugzeuge wurde eingerichtet.

## Weiße Färbung
Es wird diskutiert, ob Migaloos weiße Farbe durch echten Albinismus verursacht wird oder ob er leuzistisch oder hypopygmentiert ist. Die ersten Aufzeichnungen zeigen, dass Migaloo rosa gefärbte Bereiche um das Blasloch hat, keine dunklen Pigmentflecken in Narben und anscheinend Hautanomalien aufweist. Diese Beobachtungen zusammen liefern Beweise dafür, dass Migaloo ein echter Albino ist. Echter Albinismus oder Tyrosinase-bedingter okulokutaner Albinismus (OCA) tritt auf, wenn Tyrosin nicht produziert oder nicht richtig zu Melanin metabolisiert wird, was das Ergebnis mehrerer Mutationen sein kann, die eine Vielzahl von Phänotypen ergeben, die von partiellem bis vollständigem Albinismus reichen. In 2012 analysierten Wissenschaftler des Australian Marine Mammal Center in einer Studie abgestoßene Haut und Hautbiopsieproben von Migaloo, um nach den Ursachen für das weiße Erscheinungsbild zu suchen. Sie fanden eine Cytosin-Deletion in der DNA, die zu einem verkürzten Tyrosinase-Protein führte, einer bestätigten molekularen Basis von OCA1A, was Migaloo als echten Albino bestätigte.

### Sichtungen Australien
Andere weiße Buckelwale wurden in Australien gesichtet, gelten aber als selten. Im Jahr 2011 wurde ein weißes Buckelwalkalb in der Nähe des Great Barrier Reef in Australien gesichtet. Das Kalb trägt den Namen Migaloo Jr., da die Leute vermuten, dass es mit Migaloo verwandt sein könnte, wofür es aber keine Bestätigung gibt. Migaloo Jr. hat einen dunklen Fleck auf einer Schwanzflosse, was Wissenschaftler vermuten lässt, dass er eher leuzistisch und kein echter Albino ist.
Im April 2022 wurde vor der Küste von New South Wales ein weiterer weißer Buckelwal gesichtet. Es wird vermutet, dass es sich um ein junges Männchen handelt, das eine kleine graue Färbung hat und daher definitiv nicht Migaloo ist.
Ebenfalls im Jahr 2022 wurde ein totes weißes Buckelwalweibchen an der Küste von Victoria, Australien, angespült.

### Sichtungen im Rest der Welt
In anderen Teilen der Welt werden weiße Buckelwale selten gesichtet, aber im Jahr 2012 wurde ein weißer erwachsener Buckelwal in der Nähe der Küste von Svalbard, Norwegen, beim Nahrung zu sich nehmen gesichtet. Dieser Wal wurde zum ersten Mal von einem britischen Meeresingenieur, Dan Fisher, gesehen, der die Gelegenheit nutzte, um der besonderen Kreatur einen Namen zu geben: Willow the Whale. Das Individuum war auf der Rückenseite vollständig weiß, zeigte jedoch eine dunkle Färbung auf der Unterseite der Schwanzflosse. Aufgrund der dunklen Flecken und auch der dunkel gefärbten Augen deuten die Untersuchungen darauf hin, dass es sich um ein leuzistisches und kein Albino-Tier handelt. Bei der Recherche wurde festgestellt, dass in den Jahren 2004 und 2006 in der Barentssee ein weißer Buckelwal gesichtet wurde. Wahrscheinlich handelte es sich um dasselbe Individuum, eine Identifizierung ist anhand der vorhandenen Fotos jedoch nicht möglich. Im April 2022 wurde vor der Küste von Pico und der Insel Faial auf den Azoren ein weißes Buckelwal-Individuum gesichtet. Es handelt sich wahrscheinlich um dasselbe Individuum.
Im Jahr 2022 wurde erneut ein weißer Buckelwal gesichtet. Im Oktober in der Nähe der Küste von Costa Rica wurde ein junges weißes Individuum mit einem nicht weißen Erwachsenen Buckelwal gesichtet und fotografiert. Das Kalb wurde von einem Piloten entdeckt, der über den Nordwesten Costa Ricas flog. Dies war die erste Sichtung eines weißen Buckelwals im Ostpazifik. Dieses Kalb ist hypopigmentiert, ohne eine klare Schlussfolgerung über die genaue chromatische Anomalie, die seine weiße Färbung bestimmt.

## Namenskonflikt
Nach steigender Popularität wollte die Öffentlichkeit einen Namen für den Wal haben. Die Forscher wählten den Namen „Migaloo“. Der Begriff „migaloo“ bedeutet bei den Aborigines in Queensland „weißer Kerl“. Der Begriff wurde gewählt, nachdem die Forscher Kontakt zu den örtlichen Ureinwohnern aufgenommen hatten, um einen passenden Namen für den Buckelwal zu finden.
Es gibt Diskussionen darüber, ob der Name angemessen ist, da die Bezeichnungen der Eingeborenen für die weißen Menschen zweideutige Bedeutungen haben können und auch körperlose menschliche Geister beschreiben können. Auch angesichts des Leids, das weiße Siedler über die australischen Ureinwohner gebracht haben, halten manche Menschen den Begriff „migaloo“ als Namen für einen berühmten Wal für fragwürdig.

## Migration
Als Buckelwal unternimmt Migaloo saisonale Migrationen zwischen den Nahrungsgründen in hohen Breitengraden und den Brutgebieten in tropischeren Gegenden. Er gehört zu einem der 7 anerkannten Brutbestände der südlichen Hemisphäre, die sich hauptsächlich in der Antarktis ernähren und nach Norden in die Brutgebiete in der Nähe von Australien ziehen, wo die Wale etwa zwei Monate verbringen.
Seit seiner ersten Sichtung im Jahr 1991 hat es die einzigartige Farbe von Migaloo den Wissenschaftlern ermöglicht, individuelle Migrationsmuster zu studieren, da viele Daten über Sichtungen vorliegen. Migaloo migriert entlang des östlichen Teils Australiens mit einer Geschwindigkeit von zwischen 125 und 140 km/tag, mit einer Durchschnittsgeschwindigkeit von 5,2 km/h, schneller als die Durchschnittsgeschwindigkeit anderer Buckelwale, wahrscheinlich weil es sich um ein erwachsenes Männchen handelt, das höhere Geschwindigkeiten aufweist als beispielsweise Jungtiere und Weibchen mit Kälbern. Ein weiterer Grund für die hohe Geschwindigkeit kann darin liegen, dass er den Belästigungen durch Walbeobachtungsboote und andere Freizeitschiffe ausweichen will.
Dieser Wal zeigt eine große Beständigkeit bei seiner Wanderung, da er Cape Byron/Ballina jedes Jahr ungefähr zur gleichen Zeit passiert, sowohl bei der Wanderung in Richtung Norden als auch in Richtung Süden. Migaloo wurde vor allem in Scharen von 2 Individuen, aber auch allein oder in oberflächenaktiven Gruppen beobachtet.
Migaloos Abwesenheit in ostaustralischen Gewässern und seine kürzliche Sichtung in Neuseeland könnte darauf hindeuten, dass sich die Migrationsroute im Laufe der Zeit ändern kann.